# Clase F-110
La Clase Bonifaz, también conocida como Clase F-110 o F2M2 por Navantia, es un proyecto de fragata denominado BSA (Buque de Superficie de la Armada) por la Armada Española que tiene como objetivo sustituir a los buques de la clase Santa María al finalizar su vida operativa a partir de 2025. En 2019, el Gobierno de España aprobó su construcción. Pese a que han circulado informaciones sobre sus características técnicas y su armamento, no fue hasta el 2010 cuando la Armada señaló que quería un buque multipropósito especializado en defensa antisubmarina.
En abril de 2022, se inició la construcción de la primera unidad de la clase, la Bonifaz (F-111), se espera su botadura en torno a 2025 o 2026 y su entrada en servicio activo para el 2028.

## Diseño

### Evolución del proyecto

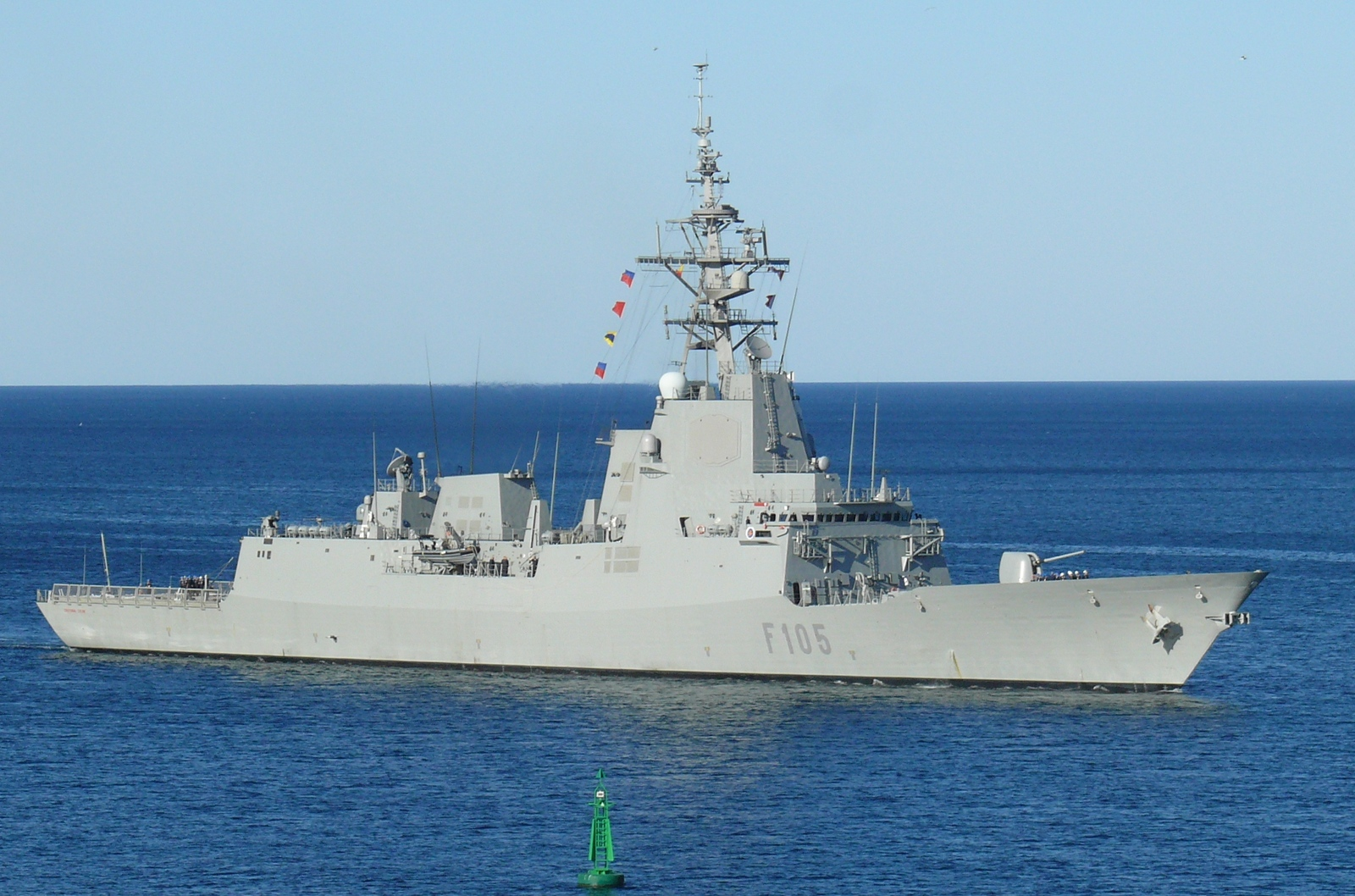
La fragata Cristóbal Colón (F-105), la última construida de la clase Álvaro de Bazán (F-100), navegando en 2013. Tiene algunas mejoras respecto al resto de fragatas de su clase.

Dibujo simplificado del pre-diseño hecho por Navantia de una fragata de la clase F-110.

Inicialmente el Plan ALTAMAR planificó la construcción de cinco unidades de la clase F-110 como una versión agrandada de la clase Álvaro de Bazán pero finalmente quedó totalmente descartada.
Durante 2004 en la sección de Galería Naval de Revista Naval apareció una recreación artística de dos unidades de la clase F-110 y era una representación que utilizaba como base a la corbeta AFCON con un radar AN/SPY-1F parecida a las fragatas noruegas clase Fridtjof Nansen, radar AN/SPG-62 y algunos sistemas del proyecto de la Armada de los Estados Unidos denominado Littoral Combat Ship.
El 23 de diciembre de 2011, el Ministerio de Defensa finalmente adjudicó a Indra y Navantia el diseño del mástil-superestructura integrada para las F-110 por un coste de 2 millones de euros, y en diciembre de 2015 ambas empresas se adjudicaron el contrato para el desarrollo e integración de los sensores del mástil y del sistema de combate del buque. Para la ejecución del contrato, Navantia e Indra constituyeron la Unión Temporal de Empresas Protec 110, con la cual el ministerio de Industria, Energía y Turismo ha firmado un convenio de financiación.
Sin embargo, no fue hasta marzo de 2019 que el Gobierno de Pedro Sánchez dio luz verde a su construcción, con un pedido de 5 unidades por un importe de 4317 millones de euros. Se prevé que la primera unidad esté lista en 2026 y la última, en 2031.

### Especificaciones de la Armada[19][20][21]
Según declaraciones del capitán de fragata Carlos Martínez-Merello, jefe de la Sección de Planes de Recursos y Definición de Medios del Estado Mayor de la Armada (EMA) en 2010 durante la Jornada de Programas Navales en curso y programas futuros, organizada por la fundación Círculo de las Tecnologías para la Defensa y la Seguridad que la nueva fragata debe responder a las amenazas convencionales y asimétricas como patrulla de un litoral u operaciones contra piratas que no requieren un buque grande.
En líneas generales la Armada Española ha pedido que el buque F-110 tenga una vida operativa de 40 años, incorpore grupos embarcables y opere con vehículos no tripulados (UAV), tanto aéreos como de superficie y submarinos. La Armada pide que sean capaces de una velocidad sostenida superior a los 35 nudos. La F-110 tendrá un espacio multiuso para diferentes perfiles de misión, 240 días de operatividad al año y 18 meses de alta disponibilidad.
La F-110 cubrirá las funciones entre los patrulleros de altura BAM (Buques de Acción Marítima) y las fragatas clase Álvaro de Bazán, cumpliendo labores de escolta y seguridad en operaciones de intensidad alta. Mientras que las F-100 priman la capacidad antiaérea en las F-110 se primará las capacidades antisubmarinas.
Esta fragata podría estar equipada con misiles de crucero de ataque a tierra de largo alcance Tomahawk, España solicitó en 2006 estos misiles a EE.UU, pero 3 años más tarde en 2009 el Gobierno español canceló el programa, seguramente debido a la crisis financiera de 2007-2008. La Armada afirma que no contempla la adquisición de dicho misil a corto plazo.
El armamento principal será un sistema de lanzamiento vertical de misiles (VLS) Mark 41 VLS con dos módulos de 8 celdas cada uno. Las celdas se emplearán para los misiles de defensa antiaérea elegidos: SM-2 Standard (RIM-66 Standard) de medio y largo alcance y el Evolved Sea Sparrow Missile (RIM-162 ESSM) para defensa a corto alcance. El VLS aloja en cada celda 4 misiles ESSM. Dependiendo de la configuración de misiles, el número que llevará en una misión puede variar. Además contará con un cañón principal de 127 mm capaz de operar con munición de alcance extendido o munición guiada Vulcano u otros, mejorando así los de las fragatas F-100. Para defensa contará con 2 cañones automáticos Sentinel 30 de 30 mm; 4 ametralladoras automáticas Sentinel 2.0 de 12,7 mm; 2 lanzadores de misiles antibuque (SSM) con capacidad de 4 misiles cada uno de ellos y 2 lanzadores de torpedos bitubo. Dispondrá de modernos equipos de guerra antisubmarina (ASW): sonar de casco y sonar remolcado de profundidad variable integrados, torpedos MK-46/ MK-54 y sistema defensivo anti-torpedos basado en el lanzamiento de señuelos. La Armada comprará helicópteros antisubmarinos MH-60R para reemplazar al SH-60B del que España es ya el único usuario.
La Armada prefería que las F-110 emplearán los misiles que llevan las F-100 para favorecer la interoperatividad y lograr ahorros. 
Se impuso tras larga lucha al Ministerio de Defensa, que prefería armamento europeo y llegó a firmar un acuerdo con MBDA para el misil Sea Ceptor. Algunos críticos señalan que el número de celdas VLS podría ser escaso, sobre todo en caso de que la Armada compre finalmente misiles Tomahawk. Comparado con las 48 celdas de las fragatas F-100 parece una cantidad reducida, pero las F-100 son fragatas antiaéreas y no antisubmarinas. Se incluye capacidad para futura instalación de arma láser para defensa cercana, siendo este otro de los puntos que los críticos indican que hay que reforzar por insuficiente frente a las actuales amenazas. Los misiles antibuque y de ataque a tierra serán los Naval Strike Missile de la noruega Konsberg, que reemplazarán a los Harpoon.

### Proyecto F2M2 de Navantia
Navantia trabajó en el proyecto denominado por la empresa como F2M2 y puso en funcionamiento un grupo de trabajo que conjuntamente con miembros de la Armada estructurarán las capacidades del buque.
El primer diseño de los cinco presentados fue de tipo trimarán, pero fue rechazado debido a lo ruidoso de su sistema de propulsión, una gran desventaja para una embarcación antisubmarina. Se sabe que será 1.7 metros más corto que las F-100 y tendrá una manga ligeramente menor, (18 m frente a 18,6 de las Álvaro de Bazán). Servirá tanto para participar en misiones humanitarias como bélicas. La superestructura del buque estará integrada y aún no está definido si llevará un sistema AEGIS con un radar AN/SPY-1 de las versiones D(V), como la que lleva la fragata española Cristóbal Colón (F-105) o la F (versión reducida del modelo D(V)) que llevan las fragatas clase Fridtjof Nansen). Podría ser también de otro tipo ya que la empresa tiene intención de instalar cualquier tipo de producto que requieran futuros clientes extranjeros. Lo que es seguro es que se instalará el sistema SCOMBA (Sistema de COMbate de los Buques de la Armada) como ya tienen otros buques de la Marina española.
Para hacer más difícil su localización, por radar o por imágenes térmicas, tendrá cierta capacidad Stealth ya que en la superestructura no se instalarán mástiles ni bloques de sensores y además tendrá una sola zona de escape de gases que se instalará en la cubierta superior y las tomas de aire se pondrán a ras de la superestructura. La zona de carga se diseñará debajo de la zona de vuelo con la instalación de una rampa de bajada por el lado de estribor, también se maneja la posibilidad de utilizar un dispositivo de salida similar al utilizado por los buques de apoyo logístico daneses de la clase Absalon.
El casco del buque será de acero pero aún no está definido el material de la superestructura aunque es probable que sea un material compuesto en lugar de aluminio, si la corrosión marina lo permite.
Desde Navantia se admite que existen ya mínimas posibilidades de una sexta unidad de la clase Álvaro de Bazán debido a las dificultades presupuestarias. Por eso se centrarán en un que la F110 sea un buque barato y exportable a otros clientes. La empresa hizo su presentación oficial del concepto F2M2 en Ferrol durante la botadura de la fragata Cristóbal Colón (F-105).

## Construcción
En marzo del año 2022 se inició la construcción de estas fragatas en los astilleros de Ferrol (Galicia). Se programó el 25 de marzo como fecha del primer corte de la primera plancha de una F-110 (correspondiente a la F-111 Bonifaz). El 6 de abril se celebró la ceremonia del primer corte de chapa a la que acudieron diversas personalidades, incluido el presidente del Gobierno Pedro Sánchez. La puesta de quilla de esa primera unidad se produjo en agosto de 2023 y su botadura está prevista para 2025 o 2026. El 16 de diciembre de 2023 se inició la construcción de la F-112 (Roger de Lauria).
La empresa Lockheed Martin participa en la promoción del diseño de la fragata F-110, ya que al igual que las F-110 de Navantia emplearán sus sistemas. Esto podría ayudar a su futura venta a otros países.[cita requerida]
La Armada Española recibirá a partir de 2028 una fragata al año hasta completar la entrada en servicio de las cinco unidades proyectadas. Será el primer buque de la Armada que cuente con un gemelo digital, una réplica virtual del buque que se alimenta en tiempo real con la información que recoge una red de sensores distribuidos por toda la fragata. Otra novedad será la incorporación de un espacio multimisión que permitirá la estiba y el manejo de los diferentes módulos de misión, para potenciar las capacidades del buque para sus misiones asignadas y también dotarlo de una importante flexibilidad.

 España -  Estados Unidos -  Finlandia -  Francia -  Italia -  Noruega -  Países Bajos -  Reino Unido -  Suecia

### Estructura
| Sistema              | País                        | Fabricante | Notas  |
| -------------------- | --------------------------- | ---------- | ------ |
| Casco                | Bandera de España           | Navantia   |        |
| Sistema de dirección | Bandera de los Países Bajos | Damen      | [ 34 ] |

### Electrónica
| Sistema                                        | País                                          | Fabricante                | Notas |
| ---------------------------------------------- | --------------------------------------------- | ------------------------- | --- |
| Sistema de combate                             | Bandera de España · Bandera de Estados Unidos | Navantia Lockheed Martin  | Sistema AEGIS estadounidense como base y sobre el que se emplea el sistema SCOMBA propio de la armada Española.                                                                       |
| Sistema de control de tiro (DORNA-3)           | Bandera de España                             | Navantia Sistemas         | Para su cañón |
| Radar principal                                | Bandera de Estados Unidos                     | Lockheed Martin           | Radar AN/SPY-7(V)2 |
| Radar de superficie                            | Bandera de España                             | Indra Sistemas            | Radar Indra Prisma-25X |
| Radar del sistema de control de tiro           | Bandera de Estados Unidos                     | Raytheon                  | Modelo AN/SPG-62 FCR (Fire Control Radar) para los misiles antiaréreos SM-2MR Bloque IIIA (RIM-66M-2) y RIM-162 ESSM que porta actualmente y otros modelos en un futuro (SM-3 y SM-6) |
| Radar ESM/ECM                                  | Bandera de España                             | Indra Sistemas            | Modelo Rigel i110 y Regulus i110 |
| Sistema IRST                                   | Bandera de España                             | Indra Sistemas y Tecnobit | Modelo IRST i110 |
| Sistema de alerta láser                        | Bandera de Suecia                             | Saab AB                   | Modelo NLWS |
| Sonar de casco                                 | Bandera de Francia · Bandera de España        | Thales SAES               | Thales UMS-4110 (BlueMaster, BMAS) |
| Sonar remolcado                                | Bandera de Francia                            | Thales                    | Sonar de profundidad variable (VDS) ATAS Thales CAPTAS 4 (CAPTAS = Combined Active & Passive Towed Array Sonar) Conpact                                                               |
| Sistema de gestión acústica (AMS)              | Bandera de España                             | SAES                      | [ 43 ] |
| Sistema acústico de sonoboyas (SAS)            | Bandera de España                             | SAES                      | [ 43 ] |
| Receptor de sonoboyas (ARS)                    | Bandera de España                             | SAES                      | [ 43 ] |
| IFF                                            | Bandera de España                             | Indra Sistemas            | Modo 5 y modo S |
| Sistemas de enlaces de datos Link-11 y Link-22 | Bandera de España                             | Tecnobit                  | LINPRO |
| Sistema de comunicaciones integradas           | Bandera de España                             | Navantia                  | Sistema integrado de control de comunicaciones Hermesys |
| Sistema digital de comunicaciones submarinas   | Bandera de Francia                            | Thales                    | Sistema TUUM-6 |
| Lanzador de señuelos                           | Bandera de Estados Unidos                     | BAE Systems               | 6 lanzadores modelo FMC SRBOC Mk36 con 6 tubos para bengalas infrarrojas y contededores de chaff                                                                                      |
| Señuelo remolcado para torpedos                | Bandera de Estados Unidos                     | Lockheed Martin           | Modelo AN/SLQ-25E Nixie |

### Armamento
| Sistema                           | País                                                                  | Fabricante                     | Notas | Imagen |
| --------------------------------- | --------------------------------------------------------------------- | ------------------------------ | --- | ------ |
| Sistema de lanzamiento vertical   | Bandera de Estados Unidos                                             | Lockheed Martin                | Mk-41 Baseline VII VLS de 16 celdas |        |
| Misiles superficie-aire           | Bandera de Estados Unidos                                             | Raytheon                       | Hasta 16 unidades del modelo Standard SM-2 (1 unidad por celda del VLS)                                                                 |        |
| Misiles superficie-aire           | Bandera de Estados Unidos · Bandera de Finlandia · Bandera de Noruega | Raytheon NAMMO                 | Hasta 64 unidades del modelo RIM-162 Evolved Sea Sparrow (4 unidades por celda del VLS)                                                 |        |
| Misiles superficie-superficie NSM | Bandera de Noruega                                                    | Kongsberg Defence & Aerospace  | Seleccionado por la Armada Española en detrimento del AGM-84 Harpoon, también sustituira al mismo en las fragatas Clase Alvaro de Bazan |        |
| Torpedos ligeros Mk.54            | Bandera de Estados Unidos                                             | Raytheon                       | Para un lanzador doble en cada costado del buque                                                                                        |        |
| Cañón                             | Bandera de Italia                                                     | Leonardo                       | Oto Melara 127/64 LW de 127 mm |        |
| Cañones de 30 mm                  | Bandera de España · Bandera de Estados Unidos                         | Escribano E&M Northrop Grumman | 2 torres de disparo automático por control remoto Escribano E&M Sentinel 30 dotadas con un cañón de 30 mm MK 44S Bushmaster II          |        |
| Ametralladoras 12,7 mm            | Bandera de España · Bandera de Estados Unidos                         | Escribano E&M Browning Arms    | 4 Sentinel 2.0 con una ametralladora de 12,7 mm Browning M2                                                                             |        |

También esta prevista la incoporación de un arma de energía dirigida desarrollada por el Programa Sigilarsimilar y en base al laser weapon system de los Estados Unidos.

### Propulsión
| Sistema            | País                                    | Fabricante       | Notas                                           |
| ------------------ | --------------------------------------- | ---------------- | ----------------------------------------------- |
| Turbinas           | Bandera de Estados Unidos               | General Electric | 1 turbina de gas modelo General Electric LM2500 |
| Generadores diésel | Bandera de Alemania · Bandera de España | MTU Navantia     | 4 unidades MTU 4000 producidas bajo licencia    |

## Futuras unidades
| Identificativo | Nombre             | Fecha botadura | Fecha entrada en servicio | Indicativo de llamada | Imagen | in honorem                           |
| -------------- | ------------------ | -------------- | ------------------------- | --------------------- | ------ | ------------------------------------ |
| F-111          | Bonifaz            |                | ~2028                     |                       |        | Ramón Bonifaz (s. XIII)              |
| F-112          | Roger de Lauria    |                | ~2029                     |                       |        | Roger de Lauria (s. XIII)            |
| F-113          | Menéndez de Avilés |                | ~2030                     |                       |        | Pedro Menéndez de Avilés (1519-1574) |
| F-114          | Luis de Córdova    |                | ~2031                     |                       |        | Luis de Córdova (1706-1796)          |
| F-115          | Barceló            |                | ~2032                     |                       |        | Antoni Barceló (1717-1797)           |

A finales de septiembre de 2023, se conoce según la prensa, que la Armada pretende tener además de las cinco unidades planteadas inicialmente, dos más (F-116 y F-117) que contarían con más capacidades antiaéreas y antisuperficie, sería una nueva versión (como los términos anglosajones; "block" o "flight", utilizados por las Fuerzas Armadas estadounidenses para denominar a las diferentes versiones o actualizaciones de un arma o vehículo militar).

### Buques de la clase
- Bonifaz (F-111)
- Roger de Lauria (F-112)
- Menéndez de Avilés (F-113)
- Luis de Córdova (F-114)
- Barceló (F-115)

### Buques similares
- Clase FREMM
- Clase Baden-Württemberg
- Fragata tipo 26
- Clase De Zeven Provinciën
- Clase Iver Huitfeldt
- Clase Nilgiri (2019) (Nilgiri-class frigate (2019))
- Clase Thaon di Revel (Thaon di Revel-class offshore patrol vessel)
- Clase Hunter (en:Hunter-class frigate)

### Secuencias de designación
Clase Júpiter→Clase Eolo→Clase Pizarro→Clase Descubierta→Clase Baleares→Clase Santa María→Clase Álvaro de Bazán→Clase F-110→Clase F-120

### Listas relacionadas
Fragatas con motor de la Armada Española